# 正东巴古城
正东巴古城，位于中国青海省共和县东巴乡东巴村，为第四批青海省文物保护单位，公布日期为1986年5月27日，类型为古遗址。
正东巴古城的历史年代为待定。